# ガトウィック空港トランジット
ガトウィック空港トランジット（ガトウィックくうこうトランジット、英: Gatwick Airport transit）は、イギリスロンドンにあるガトウィック空港にて運行されているAutomated People Mover (APM) システムである。
APMシステムは、延長1.21km (0.75mi)、高架化、2線のAPMトラックによって、空港の南北ターミナル間を連絡している。
シャトルは通常、2編成の自動化された3両編成の無人運転列車から成っている。
APMシステムは、通称「モノレール」として知られているが、シャトル自体はコンクリート製二重トラック上をゴムタイヤにて走行しており、正確には（技術的に）モノレールではない。
円形のサテライト・ターミナル連絡橋（メイン・ターミナルに連絡橋を繋ぐ）が建設されたとき、1983年にガトウィック空港トランジット・システムが開業しており、イギリスにおける最初のAPMシステムであった。
2本目のトラックは、1987年に建設されており、北ターミナルに連絡している。
当初のサテライト・トランジット路線が、歩道および動く歩道の連絡路へと置き換えられたが、ターミナル間のシャトルは運行し続けている。
2008年4月より、ガトウィック空港はシャトル・サービスの改修を開始した。
APMシステムが合計4,000,000km (2,500,000mi)を移動していたとき、2009年まで当初のアドトランツC-100ピープル・ムーバー車両が運行されていた。
2009年9月より、トランジット・システムの改善事業が行われるため、アドトランツC-100車両がシャトル・サービスから引退し、代替サービスとしてバスにてターミナル間を連絡させている。
新しい運行システムおよびシャトル車両（6両のボンバルディアCX-100（現・Innovia APM 100）車両）が導入され、ガイドウェイおよびトランジットの駅は4,500万ポンド (£) の総建設費用にて改修された。
新システムは、予定より2ヶ月早い、2010年7月1日に再開業となった。新システムでは有効な旅行者情報の提供やセンサー技術による駅の利用者数の計測が可能となった。

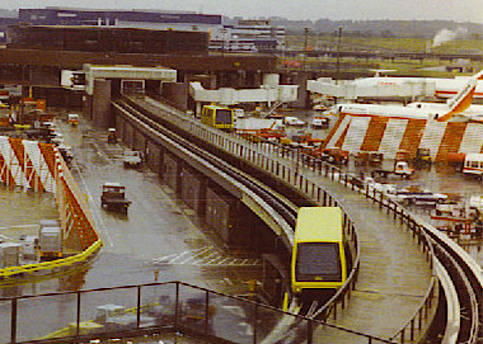
1983年開業当時のシャトル